# Турички
Турички́ — село в Україні, в Закарпатській області, Ужрогодському районі. 
В селі є база відпочинку «Зв'язківець».

## Історія
Село згадується в писемних джерелах середини XVI століття — 1552 рік.
У ХХ столітті лісові угіддя тут орендував Перш Ленгвізер.
У селі був млин та дві корчми Фельдмана і Пінцлера.
В селі були два храми: Св.Дмитрія і Св.Михайла — обидва згоріли. У 1998 році почали будувати храм Різдва Богородиці.

## Населення
Згідно з переписом УРСР 1989 року чисельність наявного населення села становила 251 особа, з яких 118 чоловіків та 133 жінки.
За переписом населення України 2001 року в селі мешкало 220 осіб.

### Мова
Розподіл населення за рідною мовою за даними перепису 2001 року:
| Мова       | Кількість | Відсоток |
| ---------- | --------- | -------- |
| українська | 219       | 99.55%   |
| російська  | 1         | 0.45%    |
| Усього     | 220       | 100%     |

## Туристичні місця
- храм Різдва Богородиці.
- місця цвітіння білоцвіту
-  Неподалік від села розташована гідрологічна пам'ятка природи місцевого значення «Джерело № 1 (Турички)».